# Loppemstraat
De Loppemstraat is een straat in Brugge.

## Beschrijving
Deze straat is lange tijd onder twee namen bekend geweest. In het register van het kadaster in 1580 staat: 't Inghel- ofte Lophemstraetkin.
In 1400 spreekt een document over 't Lophemstraetkin bi der Oudeburch.
De uitleg is dat op de ene hoek van het Simon Stevinplein met het straatje een huis stond (later Herberg de Gouden Hoorn) die eigendom was van de heer van Lophem. Op de andere hoek stond een huis dat de naam Den Engel droeg. Ze gaven dus allebei hun naam aan het straatje. Een betere uitleg voor de naam heeft niemand gevonden.
In 1850 was het definitief Loppemstraat. De straat, een steeg eigenlijk, loopt in winkelhaak van het Simon Stevinplein naar de Oude Burg.

## Literatuur

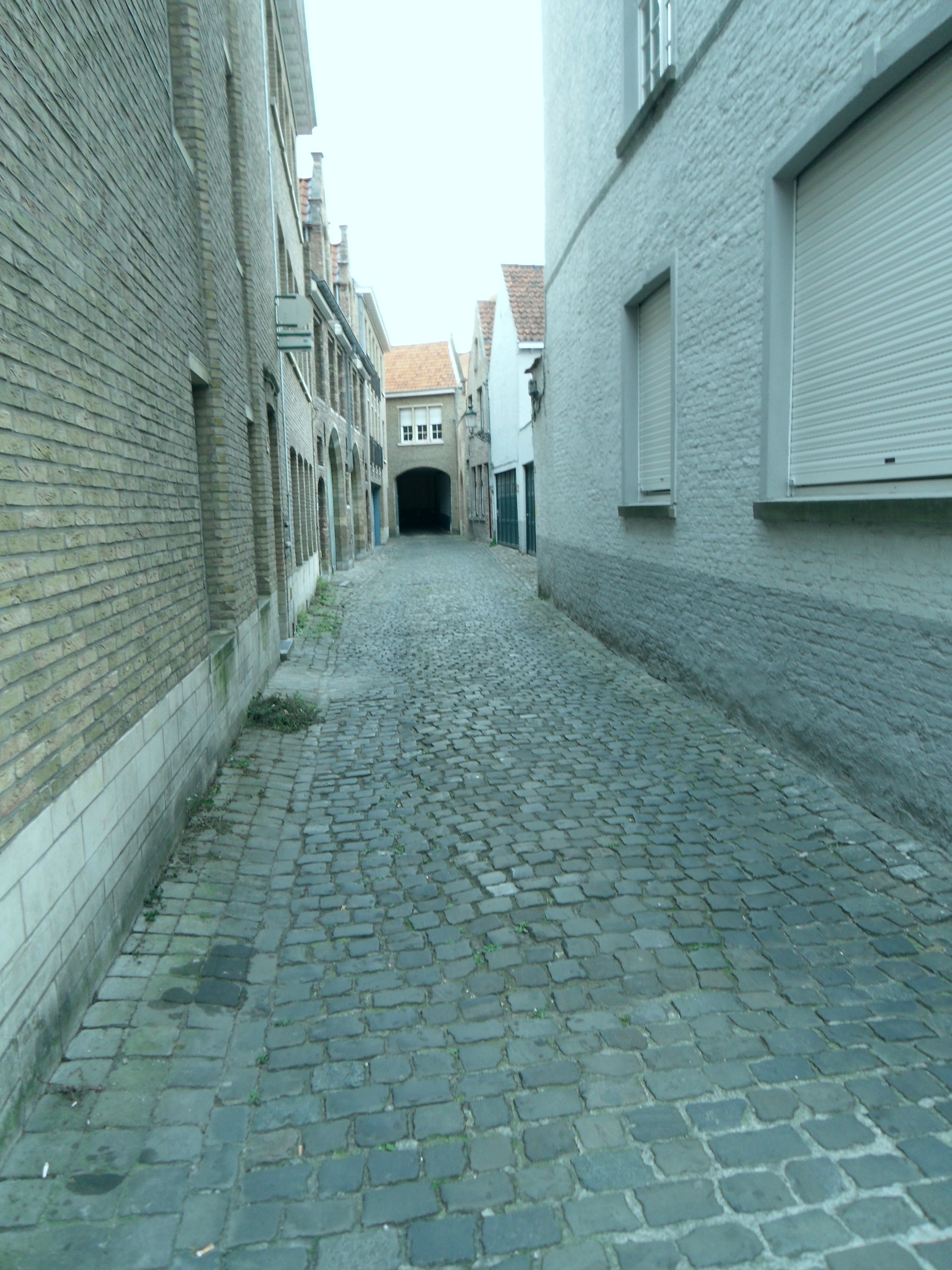
De Loppemstraat gezien van uit de Oude Burg